# ويكيبيديا الرومانية
ويكيبيديا الرومانية (بالرومانية: Wikipedia în limba română)‏ هي النسخة الرومانية من موسوعة ويكيبيديا، تاريخ إطلاقها كان في 10 يوليو 2003، وفي يونيو 2009 أصبح لديها أكثر من 167,400 مقالة.

## التاريخ
كتبت مقالات ويكيبيديا الرومانية الأولى يوليو 2003. بحلول نهاية عام 2003، تجاوزت ويكيبيديا الرومانية 3000 مقالة، لتحتل المرتبة 16 بين جميع الويكيبيديات. وكتبت المقالة رقم 10,000 في 13 ديسمبر 2004 و50,000 في 5 يناير 2007.
في أبريل 2004، دعمت ويكيبيديا الرومانية إطلاق ويكيبيديا الأرومونية (انظر اللغة الأرومونية).
في يونيو 2004، واجهت ويكيبيديا الرومانية مشاكل تتعلق بتقسيمها وإنشاء ويكيبيديا مولدوفية منفصلة (انظر اللغة المولدوفية). في بداياتها، كانت تعيد التوجيه إلى ويكيبيديا الرومانية، ولكن في مارس 2005، بدأت في السماح بكتابة المحتوى (على الرغم من أنها مخصصة فقط للسيريلية المولدوفية / الرومانية)، بدء حروب تحرير كبيرة ومناقشات بين ديسمبر 2006 حتى حذفت في نوفمبر 2017.
وصلت ويكيبيديا الرومانية إلى 100,000 مقالة في 11 يناير 2008. اعتبارًا من أبريل 2015، لديها 300,000 مقالة و330,000 مستخدم مسجل، منهم 21 مشرفًا.

## الإحصائيات
| عدد المستخدمين المسجلين | عدد المستخدمين النشيطين | عدد المقالات | صفحات المحتوى | عدد التعديلات | عدد الملفات المرفوعة | عدد الإداريين |
| ----------------------- | ----------------------- | ------------ | ------------- | ------------- | -------------------- | ------------- |
| 694٬464                 | 2٬784                   | 513٬231      | 2٬899٬404     | 16٬922٬120    | 118٬023              | 16            |

## التقدم
- أكتوبر 2003: 250 مقالة
- 7 أبريل 2004: 5000 مقال
- 12 ديسمبر 2004: 10,000 مقالة
- 5 يناير 2007: 50,000 مقالة
- 11 يناير 2008: 100,000 مقالة
- 21 مايو 2009: 125,000 مقال
- 13 سبتمبر 2010: 150,000 مقالة
- 5 أغسطس 2012: 200,000 مقالة
- 25 يوليو 2014: 250,000 مقالة
- 13 أبريل 2015: 300,000 مقالة
- 2 سبتمبر 2015: 350,000 مقالة
- 11 مارس 2017: 375000 مقالة
- 14 أغسطس 2019: 400000 مقالة

رسم بياني للنمو